# 大卫·施特劳斯

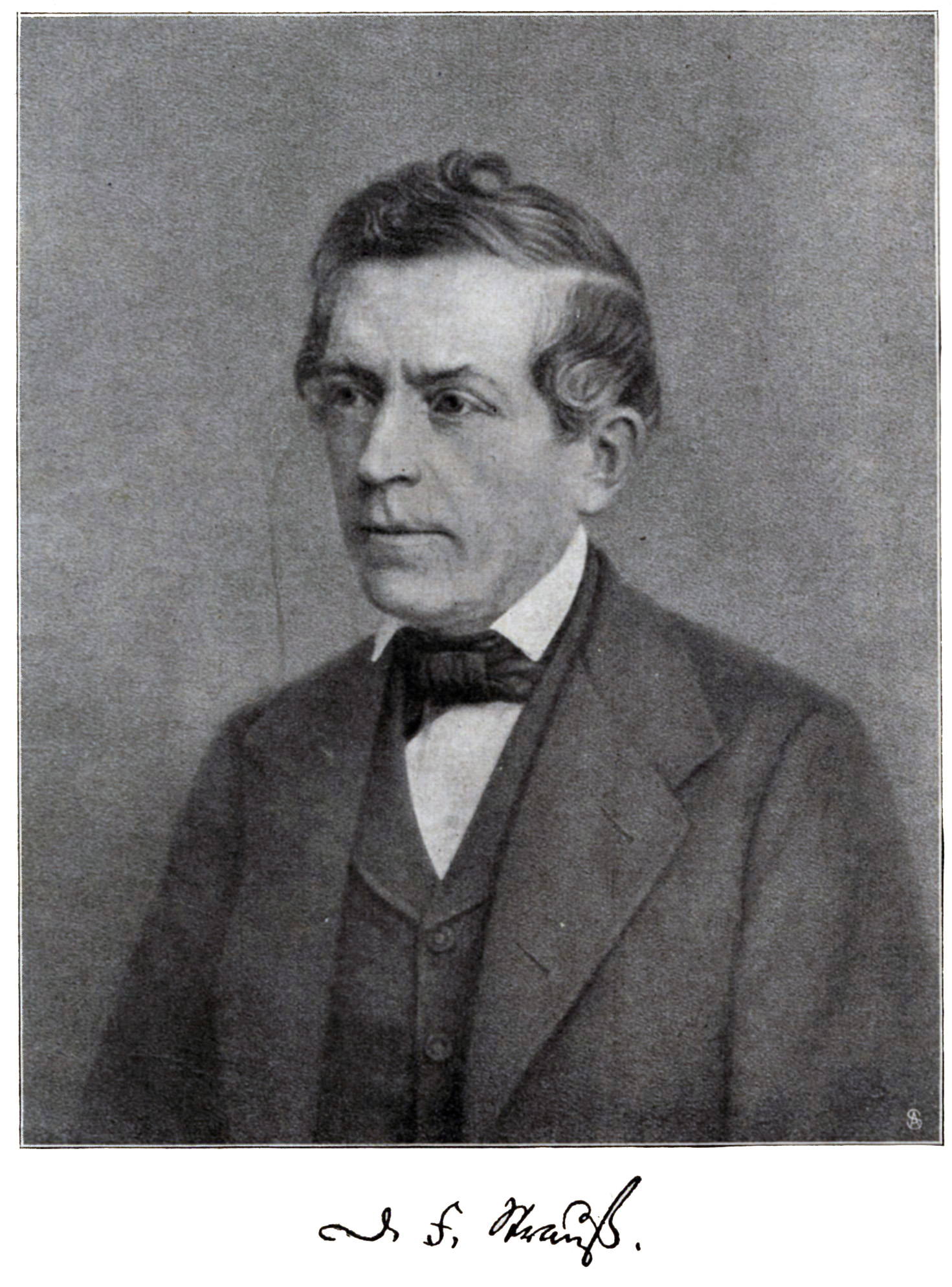
大卫·施特劳斯

大卫·弗里德里希·施特劳斯（德語：David Friedrich Strauß；1808年1月27日—1874年2月8日），德国自由新教神学家、作家。他对“历史中的耶稣”的描写，对其神性的否认，对当时普遍信奉基督教的欧洲产生影响。他与蒂宾根学派有关联，该学派对《新约》、早期基督教和古代宗教的研究产生革命性影响。他是对历史中耶稣的探索的先驱。